# Переведенцева, Лидия Григорьевна
Ли́дия Григо́рьевна Переведе́нцева (27 декабря 1948, Новоильинский, Молотовская область — 6 ноября 2024, Пермь) — российский миколог, доктор биологических наук (1999), профессор ПГНИУ, почётный работник высшего профессионального образования Российской Федерации (2006).

## Биография
Родилась в пос. Новоильинский. В 1966 году окончила среднюю школу № 7 с золотой медалью, поступила на факультет биологии и химии Пермского государственного педагогического института, а в 1971 году окончила его, получив диплом с отличием. Обучалась в очной аспирантуре Института экологии растений и животных УрО АН СССР (г. Свердловск, 1975—1978 гг.). В 1980 году под руководством Н. Т. Степановой защитила кандидатскую диссертацию «Агариковые грибы как компоненты лесных биогеоценозов: Центральное Прикамье».
Работала ассистентом, старшим преподавателем, доцентом, профессором (с 2001) на кафедре ботаники Пермского государственного педагогического института. С 2003 года — профессор кафедры ботаники и генетики растений ПГУ. Доктор биологических наук с 1999 года (диссертация «Биота и экология агарикоидных базидиомицетов Пермской области», специальность 03.02.12 «Микология»). На протяжении многих лет возглавляла учебно-методическую комиссию биологического факультета Пермского университета, являлась научным руководителем магистерской программы и аспирантуры по специальности «Микология».
Член Комиссии при Русском ботаническом обществе по изучению, использованию и охране агарикоидных базидиомицетов России; член Координационного совета по изучению биоты и экологии грибов (Институт леса РАН); член диссертационного совета ПГНИУ по присуждению ученой степени доктора и кандидата наук (ботаника, экология); член редколлегии журналов «Новости систематики низших растений» (Санкт-Петербург) и «Agriculture & Forestry» (Montenegro), Республика Черногория.

## Научная деятельность
Тема научных исследований — «Биота и экология агарикоидных базидиомицетов Пермского края». С 1975 года впервые на территории Пермской области проводила планомерное изучение разнообразия шляпочных грибов, а также вела мониторинг за изменением микобиоты в 10 типах леса подзоны южной тайги (Добрянский административный район). Под руководством Л. Г. Переведенцевой изучались процессы, сопровождающие антропогенную трансформацию микобиоты; выяснялась биоиндикационная значимость микологических показателей в оценке качества природной среды. За 40 лет в Прикамье выявлено около 850 новых видов и внутривидовых таксонов агарикоидных базидиомицетов.

## Основные работы
Автор более 180 публикаций, в том числе книг:
- «Грибы России» (1995, в соавт.)
- «Кадастр агариковых грибов Пермской области» (1996)
- «Стоит Антошка на одной ножке» (2000)
- «Конспект агарикоидных базидиомицетов Пермского края» (2008)
- «Лекарственные грибы Пермского края» (2011)
- «Грибы лесов и зеленых насаждений города Перми» (2021)

Соавтор коллективных монографий
- «Жемчужины Прикамья (по страницам Красной книги Пермской области)» (2003),
- «Сокровища Пермского края: по страницам Красной книги Пермской области» (2005)
- «Красная книга Пермского края» (2008)
- «Конспект агарикоидных базидиомицетов Кировской области» (2011)
- «Грибные сообщества лесных экосистем» (2012)
- «Атлас Пермского края» (2012)
- учебник «Микология: грибы и грибоподобные организмы» (2012) (гриф УМО по классическому университетскому образованию РФ).

## Награды и звания
В 1997 году решением международной Соросовской программы образования в области точных наук присвоено звание «Соросовский доцент», в 2006 году награждена нагрудным знаком «Почетный работник высшего профессионального образования Российской Федерации», в 2012 году — лауреат конкурса ПГНИУ на лучшую научно-исследовательскую работу 2011 года. Лауреатом I степени премии Пермского края в области науки по направлению «Биологические и сельскохозяйственные науки» за серию работ «Биота и экология грибов Пермского края» (2021).